# 만수대예술극장

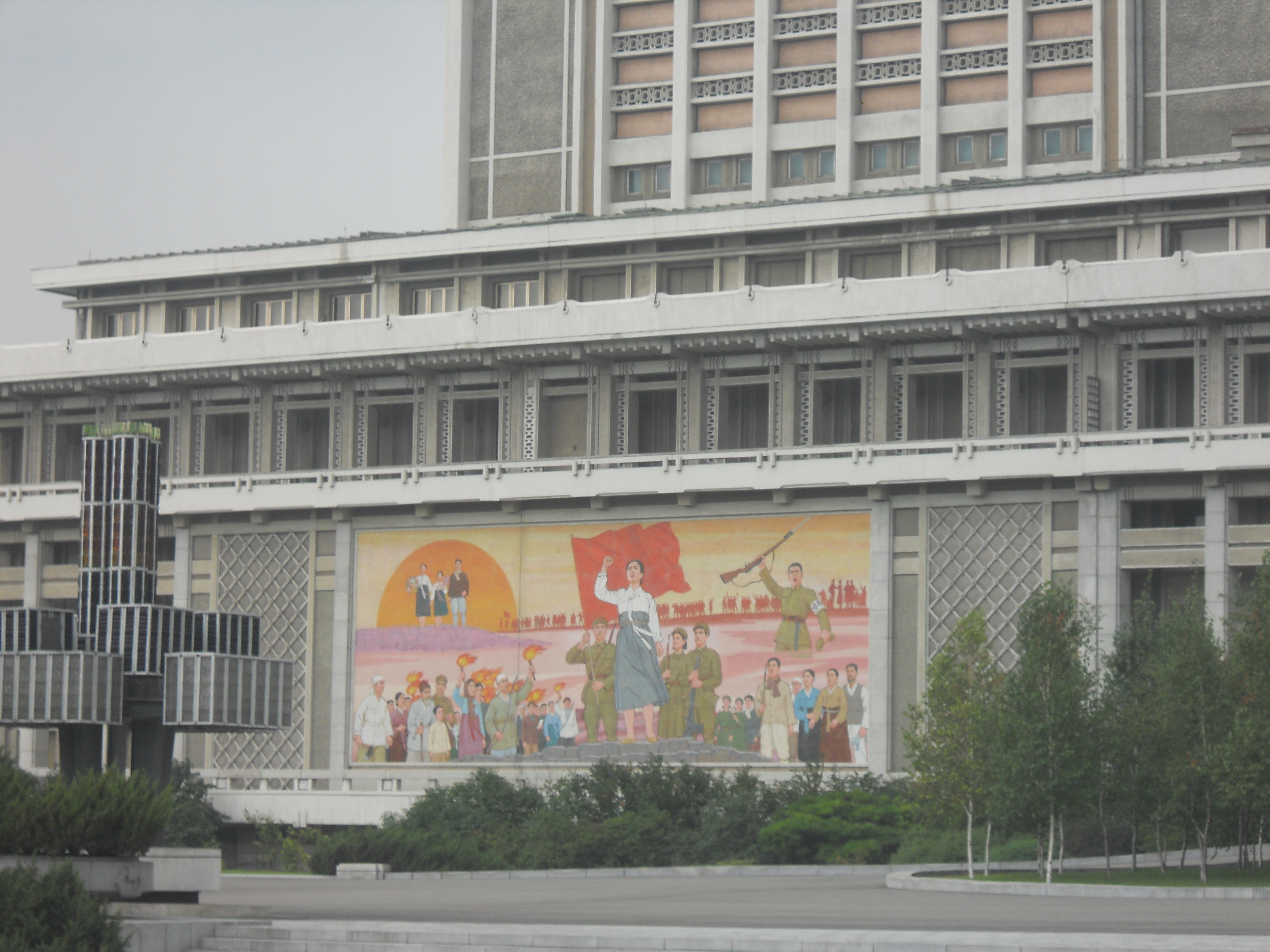
만수대예술극장

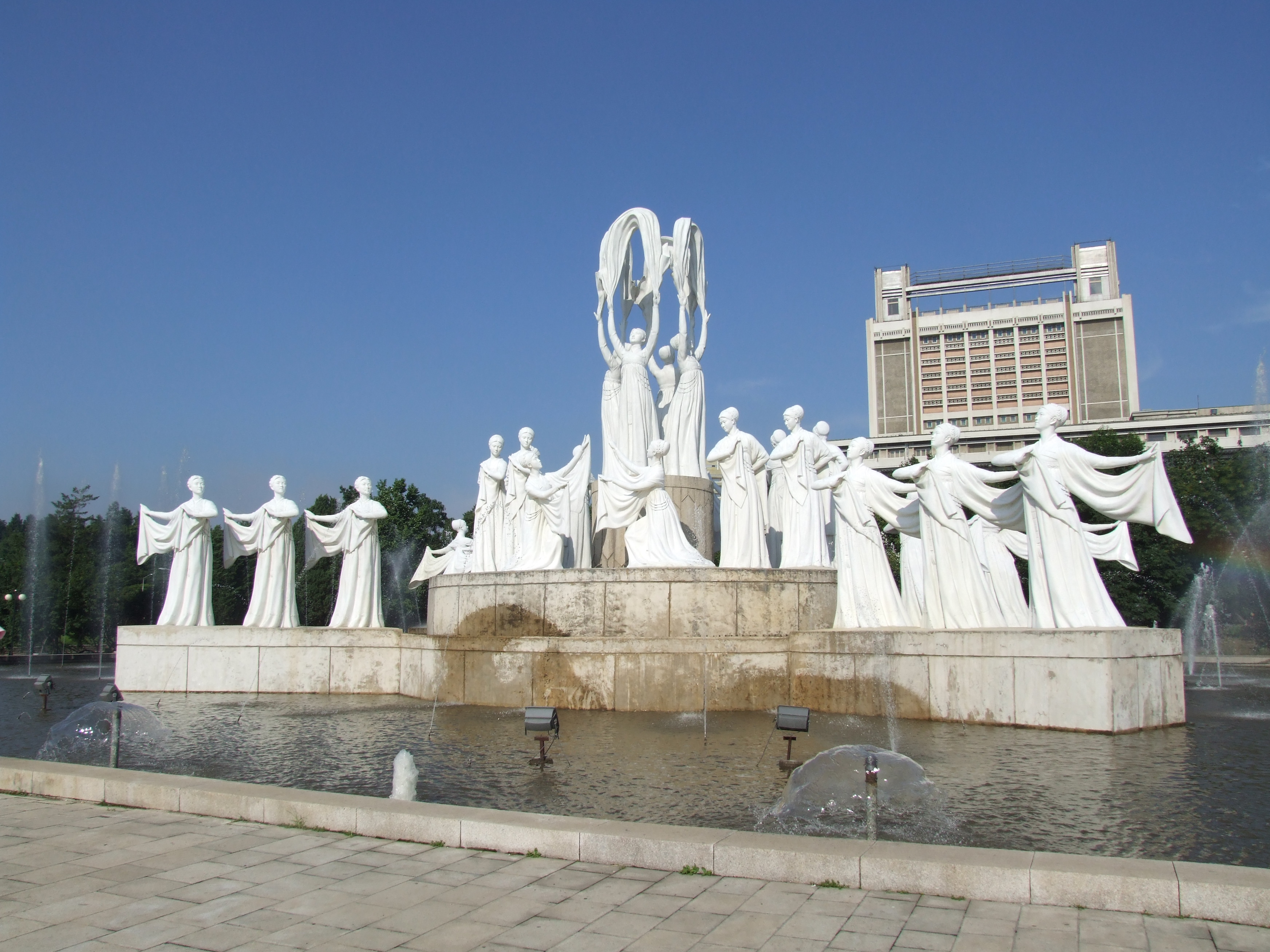
만수대예술극장 앞에 설치된 분수대

만수대예술극장(萬壽臺藝術劇場)은 조선민주주의인민공화국 평양직할시 중구역의 만수대에 위치한 극장이다. 1976년에 개관했으며 조선민주주의인민공화국의 대표적인 공연 예술 단체인 만수대예술단이 상주하고 있다. 혁명가극과 연극 공연, 조선로동당이 주최하는 각종 집회에 사용되고 있다.

## 같이 보기
- 만수대창작사